# Домінік Аегертер
Домінік Аегертер (нім. Dominique Aegerter; 30 вересня 1990, Рорбах, Швейцарія) — швейцарський мотогонщик, учасник чемпіонату світу з шосейно-кільцевих мотогонок MotoGP. У сезоні 2016 року виступає в класі Moto2 за команду «Technomag Interwetten» під номером 77. Найвищим досягненням у кар'єрі є перемога на Гран-Прі Німеччини—2014.

## Біографія
На юнацькому рівні Домінік виступав у змаганнях серії «ADAC Junior Cup» та чемпіонаті Німеччини у класі 125.
У чемпіонаті світу з шосейно-кільцевих мотоперегонів MotoGP дебютував у 2006 році, взявши участь у Гран-Прі Португалії та Валенсії по вайлд-кард. В наступному сезоні швейцарець став повноцінним учасником чемпіонату, підписавши контракт з командою «Multimedia Racing» для участі у класі 125сс.
На сезон 2008 Аегертер перейшов до команди «Ajo Motorsport», де його партнером по команді став француз Майк Ді Меліо, який в підсумку виграв чемпіонат. Результати Домініка були невисокими: кілька разів він приїжджав 8-им, в загальному заліку зайняв лише 16-е місце. В наступному сезоні він продовжив свої виступи за команду. Його результати були аналогічними до попереднього сезону, за підсумками року він став 13-им.

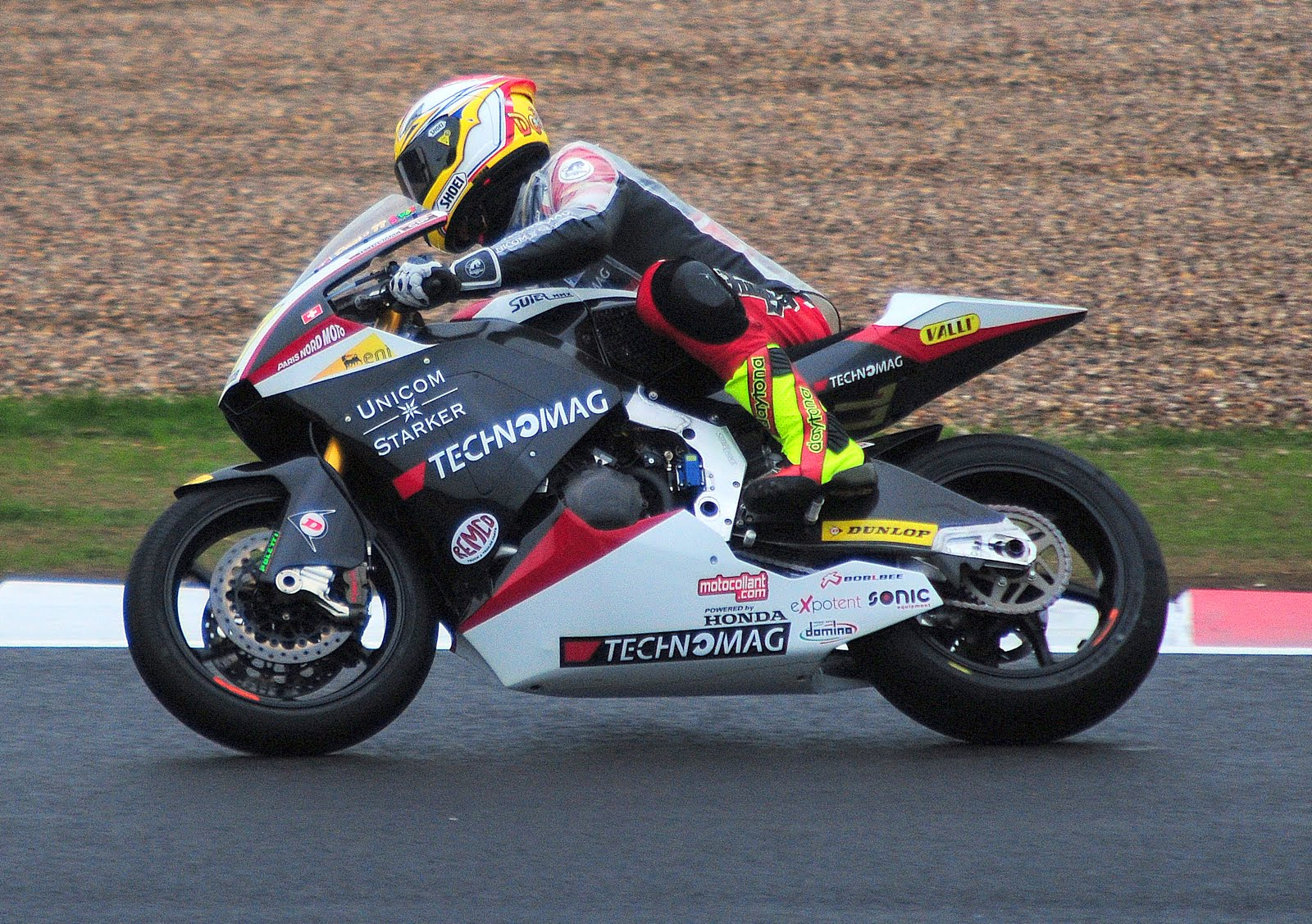
Домінік Аегертер, Сільверстоун, 2010

На сезон 2010 Домінік перейшов до новоствореної категорії Moto2, підписавши контракт з командою колишнього мотогонщика Алана Броне «Technomag-CIP». У своє розпорядження він отримав мотоцикл MMX2, розроблений швейцарським ательє «Suter Racing Technology». Дебютний сезон у середньому класі Аегертер завершив на 15-у місці, його найкращим результатом у сезоні було 7-е місце на Гран-Прі Арагону.
В 2011-му він продовжив виступи разом з командою. На завершальному Гран-Прі сезону у Валенсії швейцарець вперше у кар'єрі піднявся на подіум, зайнявши 3-є місце. В загальному заліку Домінік зайняв 8-е місце.
Наступний сезон за результатами був схожим на попередній — у 17 гонках з 18-и Аегертер фінішував у очковій зоні, в підсумковій таблиці зайнявши знову 8-е місце.
У сезоні 2013 Домінік дещо покращив свої результати. В його активі знову був один подіум (3-є місце на Гран-Прі Нідерландів), а також 3 четвертих місця та 4 п'ятих. Крім того, він у всіх гонках сезону фінішував в очковій зоні. Це дозволило йому зайняти 5-е місце в загальному заліку.
Сезон 2014 розпочався невдало: у дебютній гонці в Катарі Домінік не доїхав до фінішу. Разом з цією невдачею перервалася серія успішних фінішів (до цього він 33 гонки поспіль приїжджав в очковій зоні) і за цим показником він поступається лише Луці Кадалорі, який провів успішно 34 гонки поспіль у класі 250сс у 1990-1992 роках. Проте вже в наступній гонці, в Америці, швейцарець приїхав третім, а на четвертому Гран-Прі сезону Аегертер вперше у кар'єрі піднявся на друге місце п'єдесталу. У середині сезону, на Гран-Прі Німеччини, Домінік здобув дебютну для себе перемогу. Загалом у сезоні він здобув 4 подіуми, проїхав одне найшвидше коло та одного разу стартував з поулу. Це дозволило закінчити чемпіонат п'ятим, вдруге поспіль.
Успішні виступи швейцарця привернули увагу керівників команд «королівського» класу. Зокрема, у розпал сезону з'явились чутки про те, що Аегертер може приєднатись до команди «Avintia Racing» для виступів у сезоні 2015, проте він вирішив залишитись у середньому класі, підписавши контракт з швейцарською командою «Technomag Interwetten», де його партнерами стали земляки Томас Люті та Робін Мульхаузер. На початку 2015 року Домі також був запрошений заводською командою «Kawasaki Racing» для тестування нового мотоцикла, що було пов'язано з можливим поверненням команди до виступів у MotoGP.
Сезон 2015 склався для Аегертера гірше за попередні — він лише одного разу фінішував у призовій трійці (третє місце на Мото Гран-Прі Італії 2015), а наприкінці року, на Гран-Прі Арагону, ще й травмувався, через що змушений був пропустити чотири останні гонки. В загальному заліку Домінік завершив сезон на 17-у місці.
В сезоні 2016 співпраця швейцарця з командою продовжилась.

### Статистика виступів у MotoGP

#### В розрізі сезонів
| Сезон | Клас  | Команда                      | Мотоцикл         | Гонки | Пер | Под | ПП | НК | Очки | Місце |
| ----- | ----- | ---------------------------- | ---------------- | ----- | --- | --- | -- | -- | ---- | ----- |
| 2006  | 125сс | Multimedia Racing            | Aprilia RS 125 R | 2     | 0   | 0   | 0  | 0  | 0    | —     |
| 2007  | 125сс | Multimedia Racing            | Aprilia RS 125 R | 17    | 0   | 0   | 0  | 0  | 7    | 23    |
| 2008  | 125сс | Ajo Motorsport               | Derbi RS 125     | 17    | 0   | 0   | 0  | 0  | 45   | 16    |
| 2009  | 125сс | Ajo Interwetten              | Derbi RSA 125    | 16    | 0   | 0   | 0  | 0  | 70,5 | 13    |
| 2010  | Moto2 | Technomag-CIP                | Suter MMX1       | 17    | 0   | 0   | 0  | 0  | 74   | 15    |
| 2011  | Moto2 | Technomag-CIP                | Suter MMX1       | 17    | 0   | 1   | 0  | 0  | 94   | 8     |
| 2012  | Moto2 | Technomag-CIP                | Suter MMX2       | 17    | 0   | 0   | 0  | 0  | 114  | 8     |
| 2013  | Moto2 | Technomag carXpert           | Suter MMX2       | 17    | 0   | 1   | 0  | 0  | 158  | 5     |
| 2014  | Moto2 | Technomag carXpert           | Suter MMX2       | 18    | 1   | 4   | 1  | 1  | 172  | 5     |
| 2015  | Moto2 | Technomag Racing Interwetten | Kalex Moto2      | 14    | 0   | 1   | 0  | 0  | 62   | 17    |
| 2016  | Moto2 | Technomag Interwetten        | Kalex Moto2      |       |     |     |    |    |      |       |